# Torero muerto
El Torero muerto (en francés L'Homme mort) es un óleo sobre lienzo realizado por Édouard Manet probablemente en 1864.
Esta pintura formaba parte de una composición de mayor tamaño que representaba una corrida de toros, pero debido a malas críticas recibidas fue recortada por Manet, siendo posteriormente su calidad reconocida. Actualmente se conserva en la Galería Nacional de Arte, Washington.

## Legado
El Torero muerto fue apropiado en 2007 por el pintor Herman Braun-Vega en el cuadro ¿Qué tal? Don Francisco à Bordeaux ou le rêve du Novillero (Goya, Vélasquez, Manet, Monet, Botan), que traza las filiaciones artísticas entre Velázquez, Goya, Manet y Monet, considerándose el Torero muerto un legado directo de Velázquez.